# Río Chotoque
El Río Chotoque es un afluente derecho del Río Motupe, recorre 34 km, en la provincia de Lambayeque en el noroeste del Perú. Su longitud total considerando su cabecera, la Quebrada Yocape, es de 58,5 kilómetros.

## Descripción
El río Chotoque nace en la confluencia del río Olos y quebrada Yocape, al pie de la Cordillera Occidental del Perú, a unos 9 km al noreste de la ciudad de Motupe. Fluye hacia el sur por la parte occidental del distrito de Motupe, siguiendo una cresta que flanquea el valle del río Motupe por el oeste. El río Chotoque finalmente desemboca en el río Motupe a una altitud de unos 80 m.s.n.m .